# Сальто (департамент)
Сальто (исп. Salto) — департамент на севере Уругвая. Площадь — 14 163 км². Административный центр департамента — одноимённый город Сальто.

## География
На севере граничит с департаментом Артигас, на востоке — с департаментами Ривера и Такуарембо, на юге — Пайсанду, на западе граничит по реке Уругвай с Аргентиной.

## История
Посёлок Сальто был основан 8 ноября 1756, а 8 июня 1863 года получил статус города. Департамент был создан 17 июня 1837 года на территориях, ранее принадлежавших департаменту Пайсанду, и включал в себя кроме нынешней территории и современный департамент Артигас.

## Демография
Основные показатели (на 2004 год):
- На каждые 100 женщин приходится 96,4 мужчин
- Рождаемость: 20,49 на 1 000 жителей
- Смертность: 7,96 на 1 000 жителей
- Естественный прирост: 0,97 % (2004)
- Средний возраст населения: 27,2 лет (26,2 у мужчин, 28,3 у женщин)
- Средняя продолжительность жизни (2004):
  - всего: 74,97 лет
  - мужчины: 71,73 лет
  - женщины: 78,34 лет
- Среднее количество детей в семье: 2,81
- Средние месячные расходы (для городов с населением свыше 5 000 жителей): 3 222,8 песо (102 евро, 4593 рублей) в месяц

Основные населённые пункты:
| Населённые пункты                                         | Население, чел. (2011) |
| --------------------------------------------------------- | ---------------------- |
| Сальто (Salto)                                            | 104 028                |
| Конститусьон (Constitución)                               | 2762                   |
| Белен (Belén)                                             | 1926                   |
| Колония-Лавальеха (Colonia Lavalleja (Migliaro+Lluveras)) | 956                    |

## Административное деление
Департамент Сальто делится на 6 муниципалитетов:
1. Белен (Belén)
2. Колония-Лавальеха (Colonia Lavalleja)
3. Матаохо (Mataojo)
4. Сан-Антонио (San Antonio)
5. Ринкон-де-Валентин (Rincón de Valentín)
6. Вилья-Конститусьон (Villa Constitución)

## Экономика
Сальто славится скотоводческими традициями, здесь разводится крупный рогатый скот, овцы. Фермы в основном расположены вдоль реки Уругвай. Близ Сальто и Сан-Антонио выращиваются цитрусовые, клубника, томаты, арбузы, виноград. На севере департамента производится пшеница, подсолнечник, кукуруза, зерновые, а также сахарный тростник.
В департаменте добываются драгоценные камни — агаты и аметисты. Промышленный сектор включает в себя производство холодильного оборудования, судостроение, пищевую промышленность (изготовление натуральных соков и розлив минеральной воды). Также развиты молочное производство, а продукция пчеловодства имеет довольно высокую репутацию в том числе в Европе.
Город Сальто особенно в последние годы выдвинулся в число крупнейших туристических центров Уругвая.